# Danilo Fappani
Danilo Fappani (Brescia, 23 aprile 1969) è un copilota di rally italiano.

## Carriera
Ha debuttato nel 1988 affiancando piloti come Andrea Dallavilla, Piero Longhi, Diego Oldrati, Franco Uzzeni, Simone Campedelli, Devid Oldrati, Matteo Bossini, Ermanno Dionisio, Angelo Medeghini, Nikita Kondrakhin, Tomoyuki Shinkai,Tony Cairoli, Andrea Crugnola, Stefano Albertini, Umberto Scandola, Alberto Battistolli, Giovanni Trentin
In coppia con Andrea Dallavilla ha vinto un titolo Italiano Assoluto Rally nel 1997 su una Subaru Impreza. Sempre con lo stesso pilota è giunto al secondo posto nel campionato nazionale del 1996 su Toyota Celica e del 1998 su Subaru Impreza. Nel 2001 è vicecampione del mondo juniores, sempre in coppia con Dallavilla su una Fiat Punto.
Nel 2003 è campione italiano rally nel Gruppo N, in coppia con Piero Longhi su Subaru Impreza.
Dal 2006 al 2016 ha gareggiato per lo più con Simone Campedelli, ottenendo il successo nel Trofeo Rally Terra del 2007, su una Mitsubishi Lancer. Sulla stessa vettura nel 2009 è stato nuovamente campione italiano rally Gruppo N, nel 2011 campione italiano junior e due ruote motrici sulla Citroën DS3 R3, successo ripetuto anche l'anno successivo. Nel 2017 e 2018 è stato Campione Italiano CIWRC al fianco di Stefano Albertini a bordo di una Ford Fiesta WRC. Sempre nel 2018 ha vinto anche il titolo Italiano CIRA con Andrea Crugnola su di una Ford Fiesta R5. Nel 2020 e nel 2021 è nuovamente campione Italiano CIRA con Stefano Albertini con la Skoda Fabia R5
Al momento è l'unico copilota Italiano ad avere vinto tutti e tre i Campionati maggiori, (CIR, CIT, CIWRC) con tre piloti diversi, (Dallavilla, Campedelli, Albertini) e tre marche di vetture diverse, (Subaru, Mitsubishi , Ford).
Con 174 gare è il navigatore con più presenze nel Campionato Italiano Rally. (14 vittorie, 57 podi)
È record anche di vittorie (5) per un navigatore bresciano nella gara di casa: il Rally 1000Miglia, (1997, 2017, 2018, 2021, 2023)

## Risultati nel mondiale rally

### WRC
| 1993 | Scuderia         | Vettura                                    |     |  |  |  |  |  |  |  |  |  |   |  |  |  |  |  | Punti | Pos. |
| ---- | ---------------- | ------------------------------------------ | --- |  |  |  |  |  |  |  |  |  | - |  |  |  |  |  | ----- | ---- |
| 1993 | Mirabella Racing | Fiat Cinquecento e Ford Escort RS Cosworth | Rit |  |  |  |  |  |  |  |  |  | 7 |  |  |  |  |  | 0     |      |

| 1996 | Scuderia         | Vettura                       |  |  |  |  |  |    |  |     |  |  |  |  |  |  |  |  | Punti | Pos. |
| ---- | ---------------- | ----------------------------- |  |  |  |  |  | -- |  | --- |  |  |  |  |  |  |  |  | ----- | ---- |
| 1996 | H.F. Grifone SRL | Toyota Celica GT-Four (ST205) |  |  |  |  |  | 15 |  | Rit |  |  |  |  |  |  |  |  | 0     |      |

| 1997 | Scuderia          | Vettura            |  |  |  |  |  |  |  |  |  |  |  |     |  |  |  |  | Punti | Pos. |
| ---- | ----------------- | ------------------ |  |  |  |  |  |  |  |  |  |  |  | --- |  |  |  |  | ----- | ---- |
| 1997 | Procar Rally Team | Subaru Impreza 555 |  |  |  |  |  |  |  |  |  |  |  | Rit |  |  |  |  | 0     |      |

| 1998 | Scuderia           | Vettura                                        |  |  |  |     |    |  |  |  |  |  |   |  |  |  |  |  | Punti | Pos. |
| ---- | ------------------ | ---------------------------------------------- |  |  |  | --- | -- |  |  |  |  |  | - |  |  |  |  |  | ----- | ---- |
| 1998 | A.R.T. Engineering | Subaru Impreza 555 e Subaru Impreza S5 WRC '97 |  |  |  | Rit | 16 |  |  |  |  |  | 8 |  |  |  |  |  | 0     |      |

| 1999 | Scuderia               | Vettura                   |     |  |  |  |  |  |  |  |  |  |  |     |  |  |  |  | Punti | Pos. |
| ---- | ---------------------- | ------------------------- | --- |  |  |  |  |  |  |  |  |  |  | --- |  |  |  |  | ----- | ---- |
| 1999 | Mirabella Mille Miglia | Subaru Impreza S5 WRC '98 | Rit |  |  |  |  |  |  |  |  |  |  | Rit |  |  |  |  | 0     |      |

| 2000 | Scuderia          | Vettura                   |  |  |  |  |     |  |  |  |  |  |     |    |  |  |  |  | Punti | Pos. |
| ---- | ----------------- | ------------------------- |  |  |  |  | --- |  |  |  |  |  | --- | -- |  |  |  |  | ----- | ---- |
| 2000 | Procar Rally Team | Subaru Impreza S5 WRC '99 |  |  |  |  | Rit |  |  |  |  |  | Rit | 13 |  |  |  |  | 0     |      |

| 2001 | Scuderia          | Vettura                                      |  |  |  |    |  |  |  |  |  |  |     |  |  |  |  |  | Punti | Pos. |
| ---- | ----------------- | -------------------------------------------- |  |  |  | -- |  |  |  |  |  |  | --- |  |  |  |  |  | ----- | ---- |
| 2001 | Procar Rally Team | Fiat Punto S1600 e Subaru Impreza S6 WRC '00 |  |  |  | 24 |  |  |  |  |  |  | Rit |  |  |  |  |  | 0     |      |

| 2006 | Scuderia          | Vettura                    |  |  |  |  |  |  |    |  |  |  |  |    |  |  |  |  | Punti | Pos. |
| ---- | ----------------- | -------------------------- |  |  |  |  |  |  | -- |  |  |  |  | -- |  |  |  |  | ----- | ---- |
| 2006 | Errani Team Group | Mitsubishi Lancer Evo VIII |  |  |  |  |  |  | 29 |  |  |  |  | 15 |  |  |  |  | 0     |      |

| 2007 | Scuderia          | Vettura                  |  |  |  |  |  |  |    |    |  |  |  |  |  |  |    |  | Punti | Pos. |
| ---- | ----------------- | ------------------------ |  |  |  |  |  |  | -- | -- |  |  |  |  |  |  | -- |  | ----- | ---- |
| 2007 | Errani Team Group | Mitsubishi Lancer Evo IX |  |  |  |  |  |  | 17 | 25 |  |  |  |  |  |  | 18 |  | 0     |      |

| 2008 | Scuderia       | Vettura                  |  |    |  |    |  |  |     |    |    |  |  |  |  |  |    |  | Punti | Pos. |
| ---- | -------------- | ------------------------ |  | -- |  | -- |  |  | --- | -- | -- |  |  |  |  |  | -- |  | ----- | ---- |
| 2008 | Rubicone Corse | Mitsubishi Lancer Evo IX |  | 20 |  | 19 |  |  | Rit | 18 | 29 |  |  |  |  |  | 42 |  | 0     |      |

| 2009 | Scuderia          | Vettura                  |  |  |     |  |  |     |  |  |  |  |  |  |  |  |  |  | Punti | Pos. |
| ---- | ----------------- | ------------------------ |  |  | --- |  |  | --- |  |  |  |  |  |  |  |  |  |  | ----- | ---- |
| 2009 | Errani Team Group | Mitsubishi Lancer Evo IX |  |  | Rit |  |  | Rit |  |  |  |  |  |  |  |  |  |  | 0     |      |

| 2013 | Scuderia         | Vettura                             |  |  |  |     |  |  |     |    |     |  |  |  |  |  |  |  | Punti | Pos. |
| ---- | ---------------- | ----------------------------------- |  |  |  | --- |  |  | --- | -- | --- |  |  |  |  |  |  |  | ----- | ---- |
| 2013 | Saintéloc Racing | Škoda Fabia S2000 e Citroën DS3 R3T |  |  |  | Rit |  |  | Rit | 25 | Rit |  |  |  |  |  |  |  | 0     |      |

| 2014 | Scuderia | Vettura                                  |  |  |  |    |    |  |  |  |  |  |  |  |  |  |  |  | Punti | Pos. |
| ---- | -------- | ---------------------------------------- |  |  |  | -- | -- |  |  |  |  |  |  |  |  |  |  |  | ----- | ---- |
| 2014 |          | Citroën DS3 R3T e Subaru Impreza STi N15 |  |  |  | 34 | 22 |  |  |  |  |  |  |  |  |  |  |  | 0     |      |

| 2016 | Scuderia | Vettura        |     |  |  |  |  |  |  |  |  |  |  |  |  |  |  |  | Punti | Pos. |
| ---- | -------- | -------------- | --- |  |  |  |  |  |  |  |  |  |  |  |  |  |  |  | ----- | ---- |
| 2016 |          | Peugeot 208 R2 | Rit |  |  |  |  |  |  |  |  |  |  |  |  |  |  |  | 0     |      |

| 2018 | Scuderia        | Vettura         |  |     |  |    |  |    |  |    |  |  |  |  |  |  |  |  | Punti | Pos. |
| ---- | --------------- | --------------- |  | --- |  | -- |  | -- |  | -- |  |  |  |  |  |  |  |  | ----- | ---- |
| 2018 | ACI Team Italia | Ford Fiesta R2T |  | Rit |  | 37 |  | 27 |  | 32 |  |  |  |  |  |  |  |  | 0     |      |

| 2019 | Scuderia | Vettura        |    |  |  |  |  |  |  |  |  |  |  |  |  |  |  |  | Punti | Pos. |
| ---- | -------- | -------------- | -- |  |  |  |  |  |  |  |  |  |  |  |  |  |  |  | ----- | ---- |
| 2019 |          | Škoda Fabia R5 | 21 |  |  |  |  |  |  |  |  |  |  |  |  |  |  |  | 0     |      |

| 2020 | Scuderia | Vettura                |    |  |  |  |  |  |  |  |  |  |  |  |  |  |  |  | Punti | Pos. |
| ---- | -------- | ---------------------- | -- |  |  |  |  |  |  |  |  |  |  |  |  |  |  |  | ----- | ---- |
| 2020 |          | Škoda Fabia Rally2 Evo | 22 |  |  |  |  |  |  |  |  |  |  |  |  |  |  |  | 0     |      |

| 2021 | Scuderia  | Vettura                               |  |  |  |  |    |  |  |  |  |  |  |     |  |  |  |  | Punti | Pos. |
| ---- | --------- | ------------------------------------- |  |  |  |  | -- |  |  |  |  |  |  | --- |  |  |  |  | ----- | ---- |
| 2021 | Movisport | Škoda Fabia R5 e Hyundai i20 N Rally2 |  |  |  |  | 22 |  |  |  |  |  |  | Rit |  |  |  |  | 0     |      |

| 2022 | Scuderia | Vettura                |  |  |  |  |    |  |  |  |  |  |  |  |  |  |  |  | Punti | Pos. |
| ---- | -------- | ---------------------- |  |  |  |  | -- |  |  |  |  |  |  |  |  |  |  |  | ----- | ---- |
| 2022 |          | Škoda Fabia Rally2 Evo |  |  |  |  | 24 |  |  |  |  |  |  |  |  |  |  |  | 0     |      |

| Legenda | 1º posto | 2º posto | 3º posto | A punti | Senza punti | Ritirato | Squalificato | NP=Non partito C=Gara cancellata | Apice=Power stage |

### WRC-2
| 2013 | Scuderia | Vettura           |  |  |  |     |  |  |  |  |  |  |  |  |  |  |  |  | Punti | Pos. |
| ---- | -------- | ----------------- |  |  |  | --- |  |  |  |  |  |  |  |  |  |  |  |  | ----- | ---- |
| 2013 |          | Škoda Fabia S2000 |  |  |  | Rit |  |  |  |  |  |  |  |  |  |  |  |  | 0     |      |

| 2014 | Scuderia | Vettura                |  |  |  |  |    |  |  |  |  |  |  |  |  |  |  |  | Punti | Pos. |
| ---- | -------- | ---------------------- |  |  |  |  | -- |  |  |  |  |  |  |  |  |  |  |  | ----- | ---- |
| 2014 |          | Subaru Impreza STi N15 |  |  |  |  | 12 |  |  |  |  |  |  |  |  |  |  |  | 0     |      |

| 2021 | Scuderia  | Vettura        |  |  |  |  |   |  |  |  |  |  |  |  |  |  |  |  | Punti | Pos. |
| ---- | --------- | -------------- |  |  |  |  | - |  |  |  |  |  |  |  |  |  |  |  | ----- | ---- |
| 2021 | Movisport | Škoda Fabia R5 |  |  |  |  | 5 |  |  |  |  |  |  |  |  |  |  |  | 10    | 24º  |

| 2022 | Scuderia | Vettura                |  |  |  |  |    |  |  |  |  |  |  |  |  |  |  |  | Punti | Pos. |
| ---- | -------- | ---------------------- |  |  |  |  | -- |  |  |  |  |  |  |  |  |  |  |  | ----- | ---- |
| 2022 |          | Škoda Fabia Rally2 Evo |  |  |  |  | 17 |  |  |  |  |  |  |  |  |  |  |  | 0     |      |

| Legenda | 1º posto | 2º posto | 3º posto | A punti | Senza punti | Ritirato | Squalificato | NP=Non partito C=Gara cancellata | Apice=Power stage |

### WRC-2 Masters Cup
| 2022 | Scuderia | Vettura                |  |  |  |  |   |  |  |  |  |  |  |  |  |  |  |  | Punti | Pos. |
| ---- | -------- | ---------------------- |  |  |  |  | - |  |  |  |  |  |  |  |  |  |  |  | ----- | ---- |
| 2022 |          | Škoda Fabia Rally2 Evo |  |  |  |  | 5 |  |  |  |  |  |  |  |  |  |  |  | 18    | 7º   |

| Legenda | 1º posto | 2º posto | 3º posto | A punti | Senza punti | Ritirato | Squalificato | NP=Non partito C=Gara cancellata | Apice=Power stage |

### P-WRC/WRC-3
| 2006 | Scuderia          | Vettura                    |  |  |  |  |  |  |  |  |  |  |  |   |  |  |  |  | Punti | Pos. |
| ---- | ----------------- | -------------------------- |  |  |  |  |  |  |  |  |  |  |  | - |  |  |  |  | ----- | ---- |
| 2006 | Errani Team Group | Mitsubishi Lancer Evo VIII |  |  |  |  |  |  |  |  |  |  |  | 4 |  |  |  |  | 0     |      |

| 2007 | Scuderia          | Vettura                  |  |  |  |  |  |  |  |   |  |  |  |  |  |  |   |  | Punti | Pos. |
| ---- | ----------------- | ------------------------ |  |  |  |  |  |  |  | - |  |  |  |  |  |  | - |  | ----- | ---- |
| 2007 | Errani Team Group | Mitsubishi Lancer Evo IX |  |  |  |  |  |  |  | 8 |  |  |  |  |  |  | 4 |  | 0     |      |

| 2008 | Scuderia       | Vettura                  |  |   |  |   |  |  |     |   |   |  |  |  |  |  |    |  | Punti | Pos. |
| ---- | -------------- | ------------------------ |  | - |  | - |  |  | --- | - | - |  |  |  |  |  | -- |  | ----- | ---- |
| 2008 | Rubicone Corse | Mitsubishi Lancer Evo IX |  | 9 |  | 9 |  |  | Rit | 7 | 8 |  |  |  |  |  | 10 |  | 0     |      |

| 2009 | Scuderia          | Vettura                  |  |  |     |  |  |     |  |  |  |  |  |  |  |  |  |  | Punti | Pos. |
| ---- | ----------------- | ------------------------ |  |  | --- |  |  | --- |  |  |  |  |  |  |  |  |  |  | ----- | ---- |
| 2009 | Errani Team Group | Mitsubishi Lancer Evo IX |  |  | Rit |  |  | Rit |  |  |  |  |  |  |  |  |  |  | 0     |      |

| 2013 | Scuderia         | Vettura         |  |  |  |  |  |  |     |   |     |  |  |  |  |  |  |  | Punti | Pos. |
| ---- | ---------------- | --------------- |  |  |  |  |  |  | --- | - | --- |  |  |  |  |  |  |  | ----- | ---- |
| 2013 | Saintéloc Racing | Citroën DS3 R3T |  |  |  |  |  |  | Rit | 4 | Rit |  |  |  |  |  |  |  | 0     |      |

| 2014 | Scuderia | Vettura         |  |  |  |   |  |  |  |  |  |  |  |  |  |  |  |  | Punti | Pos. |
| ---- | -------- | --------------- |  |  |  | - |  |  |  |  |  |  |  |  |  |  |  |  | ----- | ---- |
| 2014 |          | Citroën DS3 R3T |  |  |  | 5 |  |  |  |  |  |  |  |  |  |  |  |  | 0     |      |

| 2018 | Scuderia        | Vettura         |  |     |  |    |  |   |  |   |  |  |  |  |  |  |  |  | Punti | Pos. |
| ---- | --------------- | --------------- |  | --- |  | -- |  | - |  | - |  |  |  |  |  |  |  |  | ----- | ---- |
| 2018 | ACI Team Italia | Ford Fiesta R2T |  | Rit |  | 12 |  | 2 |  | 9 |  |  |  |  |  |  |  |  | 0     |      |

| 2021 | Scuderia | Vettura              |  |  |  |  |  |  |  |  |  |  |  |     |  |  |  |  | Punti | Pos. |
| ---- | -------- | -------------------- |  |  |  |  |  |  |  |  |  |  |  | --- |  |  |  |  | ----- | ---- |
| 2021 |          | Hyundai i20 N Rally2 |  |  |  |  |  |  |  |  |  |  |  | Rit |  |  |  |  | 0     |      |

| Legenda | 1º posto | 2º posto | 3º posto | A punti | Senza punti | Ritirato | Squalificato | NP=Non partito C=Gara cancellata | Apice=Power stage |

### Junior WRC
| 2014 | Scuderia | Vettura         |  |  |  |   |  |  |  |  |  |  |  |  |  |  |  |  | Punti | Pos. |
| ---- | -------- | --------------- |  |  |  | - |  |  |  |  |  |  |  |  |  |  |  |  | ----- | ---- |
| 2014 |          | Citroën DS3 R3T |  |  |  | 5 |  |  |  |  |  |  |  |  |  |  |  |  | 0     |      |

| 2018 | Scuderia        | Vettura         |  |     |  |    |  |   |  |   |  |  |  |  |  |  |  |  | Punti | Pos. |
| ---- | --------------- | --------------- |  | --- |  | -- |  | - |  | - |  |  |  |  |  |  |  |  | ----- | ---- |
| 2018 | ACI Team Italia | Ford Fiesta R2T |  | Rit |  | 12 |  | 2 |  | 8 |  |  |  |  |  |  |  |  | 0     |      |

| Legenda | 1º posto | 2º posto | 3º posto | A punti | Senza punti | Ritirato | Squalificato | NP=Non partito C=Gara cancellata | Apice=Power stage |